# Koellikerina octonemalis
Koellikerina octonemalis är en nässeldjursart som först beskrevs av Maas 1905.  Koellikerina octonemalis ingår i släktet Koellikerina och familjen Bougainvilliidae. Inga underarter finns listade i Catalogue of Life.